# Førde Internasjonale Folkemusikkfestival
Das Førde Internasjonale Folkemusikkfestival in Førde ist das größte Festival für Folk in Norwegen. Es wird seit 1990 jedes Jahr im Juni oder Juli veranstaltet. Die meisten Konzerte finden im modernen Førdehuset statt, das bis zu 2.500 Zuschauern Platz bietet. Weitere Bühnen sind über die ganze Stadt verteilt. Insgesamt hat das Festival etwa 30.000 Besucher.
Neben norwegischer Folkloremusik hat das Festival jeweils einen Länderschwerpunkt, aus dem jeweils besonders viele Bands eingeladen werden. 